# ترک‌محله (کرگان‌رود)
ترک‌محله یک روستا در ایران است که در بخش کرگان‌رود شهرستان تالش استان گیلان واقع شده‌است. ترک‌محله ۳۸۰ نفر جمعیت دارد.

## جمعیت
این روستا در دهستان خطبه‌سرا قرار دارد و براساس سرشماری مرکز آمار ایران در سال ۱۳۸۵، جمعیت آن ۳۸۰ نفر (۹۶خانوار) بوده‌است.